# Malé Raškovce
Malé Raškovce este o comună slovacă, aflată în districtul Michalovce din regiunea Košice. Localitatea se află la altitudinea de 102 m deasupra n.m., se întinde pe o suprafață de 8,75 km2 și în 2017 număra 242 de locuitori.

## Istoric
Localitatea Malé Raškovce este atestată documentar din 1478.

## Demografie
| An:                | 1994 | 2004   | 2014   | 2024    |
| ------------------ | ---- | ------ | ------ | ------- |
| Număr de persoane: | 264  | 245    | 248    | 220     |
| Diferență:         |      | −7,19% | +1,22% | −11,29% |

| An:                | 2023 | 2024   |
| ------------------ | ---- | ------ |
| Număr de persoane: | 222  | 220    |
| Diferență:         |      | −0,90% |